# فيكتور هوغو أندرادا
فيكتور هوغو أندرادا (بالإسبانية: Víctor Hugo Andrada) هو مدرب كرة قدم ولاعب كرة قدم بوليفي وأرجنتيني في مركز الوسط، ولد في 25 ديسمبر 1958 في سانتا في في الأرجنتين. لعب مع جيمناسيا لابلاتا وذي سترونغيست وكلوب ديسترويرس ونادي أتليتيكو كولون ونادي راسينغ ونادي ريال بوتوسي ونادي سان خوسيه ويونيون إسبانيولا ويونيون دي سانتا في.

## وصلات خارجية
- فيكتور هوغو أندرادا على موقع قاعدة بيانات كرة القدم.إي يو (الإنجليزية)
- فيكتور هوغو أندرادا على موقع Soccerway.com (الإنجليزية)